# 아질산 나트륨
아질산 나트륨(sodium nitrite)은 화학식 NaNO2을 지니는 무기 화합물이다. 물에 잘 녹으며 흡습성을 가지고 있는 흰색 혹은 약간 노란색을 가진 결정형 분말 형태이다. 아질산 나트륨은 의약품, 염료 및 살충제 등 다양한 유기 화합물에 유용한 전구체 역할을 하지만 보통은 가공육류나 일부 국가의 어류 식품에 사용하는 식품 첨가물로 잘 알려져 있다. 기초 의료에 필수적인 가장 중요한 약물 목록인 WHO 필수 의약품 목록에 등재되어 있기도 하다.
질산염이나 아질산염은 인간에게 섭취로 투여될 때 몸에서 일어나는 나이트로소화 반응 때문에 국제 암 연구 기관(IARC)에서는 "인간에게 발암 가능성 있음"이라는 2A등급 발암 물질로 지정되어 있다.
아질산 나트륨에 들어 있는 아질산염은 가공육류에 핑크색의 발색을 일으킬 때 주로 사용하는 물질이다. 아질산염이 고기 안의 미오글로빈과 반응해 색상 변화를 일으켜 처음에는 밝은 적색의 아질산 미오글리빈이 되는데 여기에 열을 가하면 분홍색에 가까운 나이트로소혈색소가 된다.
육류 산업에서는 아질산염을 보툴리누스 중독 예방을 위해 사용한다. 하지만 위와 같은 안전 우려 때문에 질산염이나 아질산염에 의존하지 않는 가공육류 생산도 증가하고 있다.

## 이용

### 산업 화학
아질산 나트륨은 주로 산업 현장에서 유기 질소 화합물의 생산을 위해 사용한다. 아질산 나트륨은 아민을 디아조로 변환하는 시약으로 아조 색소와 같은 수많은 염료의 핵심 전구 물질이다. 나이트로소 화합물도 아질산염 화합물에서 생산한다. 나이트로소 화합물은 고무 산업에서 많이 이용된다.
또한 아질산 나트륨은 효과 좋은 부식 억제제이기도 하여 산업용 구리스 첨가제나 폐쇄형 순환식 냉각 시스템의 수용액이나 열전도체의 용융액으로 사용한다.

### 의약품
아질산 나트륨은 청산가리 (시안화물) 중독 치료에 매우 효과적인 약품으로 WHO 필수 의약품 목록에 등재되어 있다. 혈관에 수액 형태로 인체에 투여하여 치료하며 모든 시안화물 중독에 대해 치료가 가능하다.

### 식품 첨가물
역사적으로 고기를 보존하는 데에는 소금을 이용한 염장이 사용되었다. 염장된 육류는 보통 갈색이나 회색을 띈다. 하지만 고기에 소금과 함께 아질산 나트륨을 첨가하면 햄이나 베이컨 등 가공육류에서 흔히 볼 수 있는 분홍색이나 빨간색으로 발색되는 효과를 준다.
1900년대 초에는 정밀하지 않게 대충 염지하는 방법이 유행했었다. 하지만 이후 아질산 나트륨을 식품 첨가물로 사용하는 것에 둘러싼 연구가 계속되면서 식품 첨가물의 역할을 극대화하며 필요한 양은 최소화하기 위하여 식품에 사용하는 양을 표준화하기 시작했다. 계속된 연구를 통해 아질산 나트륨은 고기에 특유의 맛과 색을 주는 것이 밝혀졌다. 여기엔 썩은 냄새를 유발하는 지질 산화와 식중독을 일으키는 미생물 증식을 억제하는 효과가 있었다. 아질산 나트륨이 이 두 문제를 해결하면서 육류의 저장 수명이 급격하게 늘어나고 먹기에 좋은 색과 향미를 끌어올렸다. 또한 육류 산업의 과학자들은 아질산 나트륨을 통해 식품위생도 향상시켰다고 말한다.
아질산 나트륨은 E 번호 E250을 가지고 있다. 비슷한 역할을 하는 아질산 칼륨도 E249로 등재되어 있다. 아질산 나트륨은 유럽 연합, 미국, 호주, 뉴질랜드에서 식품 첨가물로 사용이 허용되어 있다.

#### 향미 증진
고기의 모양과 맛은 대단히 중요한 요소이다. 아질산 나트륨은 고기에 보기 좋은 붉은 색이나 분홍색의 색깔을 발색시키는 중요한 물질이다. 매우 적은 양의 아질산염만 가지고도 색깔을 확실하게 바꿀 수 있다. 색깔을 바꾸기 위해서 대략 2-14 ppm 정도만 더해줘도 된다는 연구도 존재한다. 하지만 색상 변화를 오랫동안 유지하기 위해서는 이보다 더 높은 농도의 아질산염이 필요하다. 아질산염의 아질산화제 형성 작용으로 생긴 일산화 질소가 고기 안의 미오글로빈과 반응하여 특유의 염지 고기의 색깔을 만들어내며 고기의 색을 바꾸는 작용이 이루어진다. 색깔 외에도 아질산 나트륨은 가공육류 특유의 향미를 만들어내는 역할도 한다. 하지만 이 특유의 맛을 어떻게 내는 것인지는 정확하게 알려져 있지 않다.

#### 미생물 증식 억제
아질산 나트륨은 냉장육의 클로스트리디움 보툴리눔 생장을 막는 역할을 하는 것으로 알려져 있다. 아질산 나트륨은 보툴리눔의 에너지 대사에 필수적인 철-황 클러스터 회로를 억제한다. 이 외에 아질산 나트륨은 미생물이 유발하는 다른 부패나 질병균 생장에도 여러 영향을 주었으나 그 정도는 다양하다. 아질산 나트륨이 정확하게 어떻게 여러 미생물의 생장을 방해하는지는 알려져 있지 않지만, 잔류한 아질산염 농도, pH, 염 농도, 잔류한 환원제 및 철분 함량 등 다양한 변수에 따라 그 효과가 달라진다. 이 외에 박테리아의 종류에 따라서도 아질산 나트륨의 효과가 달라진다. 보통 아질산 나트륨은 살모넬라나 대장균과 같은 그람 음성균에게는 효과를 발휘하지 못하고 그람 양성균에 효과가 있는 것으로 알려져 있다.
젖산이나 소르빈산과 같은 기타 식품 첨가물들도 미생물 증식 억제 효과는 있지만 발색 효과까지 같이 주는 첨가물은 거의 존재하지 않는다.

#### 지질 산화 억제
아질산 나트륨은 지질의 산화 반응으로 인한 산패를 효과적으로 막는다. 육류에 썩은 듯한 냄새와 퀴퀴한 맛을 만들어내는 대표적인 원인이 지질 산화이다. 아질산 나트륨은 발색 작용과 비슷한 구조로 산화 방지 작용을 한다. 아질산염이 헴 단백질 및 금속 이온과 반응하여 일산화 질소를 통해 유리기를 중화시킨다. 이러한 자유 라디칼(유리기) 억제 반응은 산패을 일으키는 지질 산화 현상을 막는다.

## 합성
아질산 나트륨은 보통 산업에서 질산염 환원반응 또는 저질소 산화물의 산화 2가지 중 하나로 합성한다.
{\displaystyle {\ce {2Na2CO3 + 4NO + O2 -> 4NaNO2 + 2CO2}}}
질산 나트륨을 납과 반응시켜 질산염 환원을 일으켜 얻을 수도 있다.
{\displaystyle {\ce {NaNO3 + Pb -> NaNO2 + PbO}}}
한가지 방법으로는 용융된 질산 나트륨을 소금과 함께 산화시키는 방법이 있으며, 이를 현대에서 철 포획법을 이용해 질산염물 비율을 줄이는 방법으로 개량하였다.
또 다른 방법으로는 알카리성 수용액에 녹은 질소 산화물에 촉매를 첨가하여 반응시키는 것이다. 이 반응에서는 어떤 질소 산화물을 쓰고 산화제가 무엇인지에 따라서 질소 원자를 과도하게 산화시키지 않도록 잘 조절해야 하기 때문에 조심스럽게 정확한 조건으로 합성해야 한다.
이 외에도 질산염 화합물이 열, 빛, 이온화 방사선, 금속 및 수소의 전해질 환원 등의 반응으로 환원 반응이 일어나며 합성되는 경우도 있다.

## 독성

### 급성 독성
아질산 나트륨은 박테리아의 증식을 막기도 하지만 많은 양을 섭취할 경우 동물이나 인간에게도 독으로 작용한다. 쥐의 LD50은 180 mg/kg이고 인간의 최소치사량 LDLo는 71 mg/kg로 이는 65 kg의 인간이 아질산 나트륨 4.6 g을 한꺼번에 섭취하면 사망할 수 있다는 의미이다. 중독되는 것을 막기 위해 식품 첨가물로 시판되는 소금과 혼합된 아질산 나트륨은 밝은 분홍색으로 염색하여 소금이나 설탕과 착각하지 않게 하고 있다.
아질산염은 대부분의 채소에서는 자연적으로 식물 내에서 생성하지 않는다. 하지만 질산염이 함유된 화학 비료와 유기 비료 때문에 상업적으로 판매되는 채소에서는 매우 많은 양의 질산염이 검출되는데, 포르투갈 북부의 농업거점에서 연구한 결과에 따르면 양배추, 상추, 시금치, 파슬리, 순무 등 채소 34종류의 잔류 질산염 수준은 54 mg/kg에서 가장 많게는 2,440 mg/kg까지 검출되었다. 대표적으로 케일에는 302.0 mg/kg가, 브로코플라워에서는 64 mg/kg 정도의 양이 검출되었다. 채소를 끓는 물에 데치면 질산염 농도는 내려가지만 아질산염 농도는 내려가지 않는다.
생고기에도 아질산염이 0.4–0.5 mg/kg 정도, 질산염이 4–7 mg/kg 정도 존재한다(염지육의 질산염 농도는 10–30 mg/kg이다). 동물 조직에서 아질산염은 중요한 신경 전달 대사 물질인 일산화 질소의 대사 결과 발생한다. 일산화 질소는 아르기닌을 이용한 산화질소 합성효소를 통해 처음부터 만들거나 섭취한 질산염, 아질산염을 통해 생성한다.

### 발암성 문제
아질산 나트륨의 발암성 문제는 보통 아질산 나트륨이 포함된 고기를 조리할 때 발암 물질 중 하나인 나이트로사민이 생성된다는 것이다. 발암 물질인 나이트로사민은 인간의 위장 내와 같은 산성 조건이나 육류를 보존하는 데 사용하는 보존 과정에서 아질산염이 2차 아민과 반응하여 형성될 수도 있다. 나이트로사민의 가장 직접적인 섭취 경로는 미국의 아질산 나트륨으로 보존된 염지 고기 이외에도 일본에서 주로 사용하는 소금에 절인 말린 생선들에 있다. 1920년대 이후에는 미국의 육가공 과정이 크게 바뀌어  아질산 나트륨의 사용량이 69% 정도 줄어들었다. 이후로 미국의 위암 사망률은 급격하게 감소하였다. 1970년 경에는 항산화물질인 아스코르브산(비타민 C)이 나이트로사민의 형성을 억제한다는 것이 밝혀졌다. 이후부턴 미국에서 가공육류를 만들 때 반드시 아스크로브산을 550ppm 이상 첨가해야 한다. 육류 제조사들은 가끔 아스크로브산보다 저렴하면서도 같은 효과를 내는 이성질체인 에리소르빈산을 사용하기도 한다. 또한 제조사들은 나이트로사민 생성 억제를 위해 알파-토코페롤(비타민 E)를 첨가하기도 한다. 알파-토코페롤, 아스크로브산, 에리소르빈산 모두 산화-환원 반응을 통해 나이트로사민 생성을 억제한다. 예를 들어 아사크로브산은 산화되었을 때 디히드로아스코르브산이 되는데, 이는 아질산 나트륨에서 형성된 강력한 질산화제인 나이트로소늄이 존재하면 나이트로소늄을 일산화 질소로 환원시킨다. 산성 아질산염 수용액에서 형성된 나이트로소늄 이온은 시험관 내에서 존재하지 않는 불안정한 질소 화합물인 무수 아질산으로 오해받기도 한다.
질산염 및 아질산염은 인간에게 섭취로 투여될 때 몸에서 일어나는 나이트로소화 반응 때문에 국제 암 연구 기관(IARC)에서는 "인간에게 발암 가능성 있음"이라는 2A등급 발암 물질로 지정되어 있다.

### 장기간 섭취 문제
아질산 나트륨은 혈관 확장 효과로 인해 편두통을 앓고 있었던 사람에게 다시 편두통을 유발시키는 물질 중 하나이기도 하다.

## 화학 반응
실험실에서 아질산 나트륨을 이용해 과량으로 생성된 아자이드화 나트륨을 없앨 수 있다.
2 NaN3 + 2 NaNO2 + 4 H+ → 3 N2 + 2 NO + 4 Na+ + 2 H2O
330 °C 이상의 공기 중에서 아질산 나트륨은 산화 나트륨, 일산화 질소, 이산화 질소로 분해된다.
2 NaNO2 → Na2O + NO + NO2
황산을 통해 아질산 나트륨으로 아질산을 생산할 수 있다. 이 반응은 최초에는 아질산과 황산 나트륨을 만든다.
2 NaNO
2 + H
2SO
4 → 2 HNO
2 + Na
2SO
4
아질산은 상온 조건에서 다음과 같이 분해된다.
2 HNO
2 → NO
2 + NO + H
2O
분해 반응으로 생긴 이산화 질소는 냉각기나 분별 증류기를 통해 물과 반응하여 질산과 아질산을 생성한다.
2 NO
2 + H
2O → HNO
3 + HNO
2